# Parma Baseball Club
Der Parma Baseball Club ist ein professionelles Baseball-Team aus Parma, das in der Serie A – der höchsten Spielklasse in der italienischen Baseball-Liga (IBL) – spielt. Der Verein wurde im Jahr 1949 gegründet und spielt seine Heimspiele im Stadio Quadrifoglio.
Der Verein gehört mit 10 Meisterschaftstiteln zu den erfolgreichsten italienischen Baseballmannschaften. Zudem hält das Team den Titelrekord im CEB European Cup mit 13 Meisterschaftstiteln.

## Geschichte
Der Parma Baseball Club wurde am 15. Juni 1949 von den Gründungsmitgliedern Giuseppe Monti, Giovanni Monegatti, Antonio Poli, Martino Zanichelli, Azzolino Carrega und Mario Truzzi gegründet. Der erste Präsident des Vereins war Martino Zanichelli. Im Jahr 1950 wurde der Ligabetrieb in der Serie A in der italienischen Baseballliga aufgenommen. In den darauffolgenden Jahren etablierte sich der Verein im italienischen Baseballsport und dominierte die Liga insbesondere in der Zeit von 1976 bis 1997, in der das Team neun Meistertitel erringen konnte. Der letzte und insgesamt zehnte Meisterschaftstitel gelang Parma in der Saison 2010.
Aufgrund wechselnder Hauptsponsoren hat das Team mehrere Namenswechsel vollzogen, so spielte es unter anderem unter den Namen WeatherTech Europe Parma Angels, Cariparma Parma Angels, WorldVision Parma Angels, Parmalat Parma Angels, Germal Parma Angels. Im Jahr 2009 wurde die neue Spielstätte des Vereins, das Stadio Quadrifoglio, eröffnet. Das Baseballstadion verfügt über 2500 Sitzplätze, zudem sind zwei Trainingsfelder und ein Softballfeld integriert. Das Stadion wurde auch als Spielstätte für die Baseball-Weltmeisterschaft 2009 genutzt.

## Erfolge
- Italienischer Baseballmeister
  - 1976
  - 1977
  - 1981
  - 1982
  - 1985
  - 1991
  - 1994
  - 1995
  - 1997
  - 2010

- CEB European Cup Titel
  - 1977
  - 1978
  - 1980
  - 1982
  - 1983
  - 1984
  - 1986
  - 1987
  - 1988
  - 1992
  - 1995
  - 1998
  - 1999

## Platzierungen der letzten Jahre
Seit dem letzten Meistertitel hat der Parma Baseball Club folgende Platzierungen in der Italian Baseball League erreicht:
- 2011 - 3. Platz
- 2012 - 5. Platz
- 2013 - 5. Platz
- 2014 - 4. Platz
- 2015 - 8. Platz
- 2016 - 5. Platz